# ディーン・デイビッド
ディーン・デイビッド（ヘブライ語: דין דוד、英: Dean David、1996年3月14日 - ）は、イスラエル・ネホラ出身のプロサッカー選手。Jリーグ・横浜F・マリノス所属。ポジションはフォワード（FW）。イスラエル代表。

## クラブ歴

### ハポエル・アシュケロン
キャリアはハポエル・アシュケロンのユースチームから始まり、
2013年イスラエル・ステート・カップで16歳と294日で初のトップチーム出場。この試合でキャリア初ゴールも決め、ステートカップ最年少得点者となった。
2013年の夏、FCアシュドッドのユースチームに移籍。

### FCアシュドッド
2014年2月15日、デイヴィッドはユースチーム所属ながらイスラエル・プレミアリーグのハポエル・ハイファ戦で先発出場しトップチームデビューを果たした。
2015/2016シーズン、チームが降格したのち正式にトップチーム登録された。そのシーズン、リーグ戦30試合で8ゴールを記録しチームもプレミアリーグに昇格した。

### マッカビ・ハイファ
2021年夏、マッカビ・ハイファと4年契約を結び最初のシーズンを15得点で終えた。
2022年、セリエAのユヴェントス相手にUEFAチャンピオンズリーグで初ゴールを記録。
2023−24シーズン、デイビッドは20ゴールを挙げプレミアリーグの得点王となった。
2024-25プレミアリーグ開幕戦でキャリア初のハットトリックを達成した。

### 横浜F・マリノス
2025年7月12日、J1リーグ・横浜F・マリノスが完全移籍での獲得を発表した。
7月30日、プレミアリーグの強豪リヴァプールFCとの親善試合でデビュー。ファーストプレーでヤン・マテウスとの連携から決定機となるヘディングシュートを放ち、多くのサポーターの心を掴んだ。
8月16日、J1リーグ第26節清水エスパルス戦で公式戦初のメンバー入りで先発出場。前半29分、渡辺皓太のスルーパスから相手GKとの1対1を冷静に決め、デビュー戦で移籍後初得点を記録した。

## 代表歴
イスラエルアンダー代表常連であり、2014年イスラエルU-19代表で6試合に出場。
2015～2016年にはU-21代表で8試合に出場し1得点を挙げた。
2022年3月17日、イスラエル代表に初招集され、ドイツとのアウェー戦で63分に途中出場し、イスラエル代表デビューを果たした。 
2022年11月17日、ザンビアとの親善試合で初ゴールを記録した。

## エピソード
弟のヤナイ・デイビッドは、イールミヤフ・ホロンでプレーするサッカー選手。
マッカビ・ハイファでチームメイトであったガンバ大阪所属のネタ・ラヴィとは友人であり、彼からの助言が横浜FMへ移籍するきっかけとなった。

## 個人成績
| 国内大会個人成績 | 国内大会個人成績       | 国内大会個人成績 | 国内大会個人成績   | 国内大会個人成績             | 国内大会個人成績 | 国内大会個人成績 | 国内大会個人成績 | 国内大会個人成績 | 国内大会個人成績 | 国内大会個人成績 | 国内大会個人成績 |
| 年度             | クラブ                 | 背番号           | リーグ             | リーグ戦                     | リーグ戦         | リーグ杯         | リーグ杯         | オープン杯       | オープン杯       | 期間通算         | 期間通算         |
| 年度             | クラブ                 | 背番号           | リーグ             | 出場                         | 得点             | 出場             | 得点             | 出場             | 得点             | 出場             | 得点             |
| イスラエル       | イスラエル             | イスラエル       | イスラエル         | リーグ戦                     | リーグ戦         | リーグ杯         | リーグ杯         | オープン杯       | オープン杯       | 期間通算         | 期間通算         |
| ---------------- | ---------------------- | ---------------- | ------------------ | ---------------------------- | ---------------- | ---------------- | ---------------- | ---------------- | ---------------- | ---------------- | ---------------- |
| 2012-13          | ハポエル・アシュケロン | 68               | リーガ・レウミット | 0                            | 0                | 1                | 1                |                  |                  | 1                | 1                |
| 2013-14          | アシュドッド           | 23               | プレミアリーグ     | 2                            | 0                | 0                | 0                |                  |                  | 2                | 0                |
| 2015-16          | アシュドッド           | 14               | リーガ・レウミット | 30                           | 8                | 1                | 0                |                  |                  | 31               | 8                |
| 2016-17          | アシュドッド           | 14               | プレミアリーグ     | 29                           | 4                | 2                | 0                |                  |                  | 31               | 4                |
| 2017-18          | アシュドッド           | 14               | プレミアリーグ     | 20                           | 1                | 4                | 0                |                  |                  | 24               | 1                |
| 2018-19          | アシュドッド           | 14               | プレミアリーグ     | 20                           | 5                | 2                | 1                |                  |                  | 22               | 6                |
| 2019-20          | アシュドッド           | 14               | プレミアリーグ     | 30                           | 11               | 1                | 1                |                  |                  | 31               | 12               |
| 2020-21          | アシュドッド           | 14               | プレミアリーグ     | 31                           | 9                | 2                | 0                |                  |                  | 33               | 9                |
| 2021-22          | マッカビ・ハイファ     | 21               | プレミアリーグ     | 34                           | 15               | 5                | 4                |                  |                  | 39               | 19               |
| 2022-23          | マッカビ・ハイファ     | 21               | プレミアリーグ     | 36                           | 10               | 4                | 2                |                  |                  | 40               | 12               |
| 2023-24          | マッカビ・ハイファ     | 21               | プレミアリーグ     | 28                           | 20               | 2                | 0                |                  |                  | 30               | 20               |
| 2024-25          | マッカビ・ハイファ     | 21               | プレミアリーグ     | 30                           | 14               | 1                | 0                |                  |                  | 31               | 14               |
| 日本             | 日本                   | 日本             | 日本               | リーグ戦                     | リーグ戦         | リーグ杯         | リーグ杯         | 天皇杯           | 天皇杯           | 期間通算         | 期間通算         |
| 2025             | 横浜FM                 | 26               | J1                 |                              |                  |                  |                  | -                | -                |                  |                  |
| 通算             | イスラエル             | イスラエル       | プレミアリーグ     | \|\|\|\|\|\|\|\|\|\|\|\|\|\| |                  |                  |                  |                  |                  |                  |                  |
| 通算             | イスラエル             | イスラエル       | リーガ・レウミット | \|\|\|\|\|\|\|\|\|\|\|\|\|\| |                  |                  |                  |                  |                  |                  |                  |
| 通算             | 日本                   | 日本             | J1                 | \|\|\|\|\|\|\|\|\|\|\|\|\|\| |                  |                  |                  |                  |                  |                  |                  |

- Jリーグ初出場 - 2025年8月16日 J1第26節 vs清水エスパルス（IAIスタジアム日本平）
- Jリーグ初得点 - 2025年8月16日 J1第26節 vs清水エスパルス（IAIスタジアム日本平）